# Château philippien

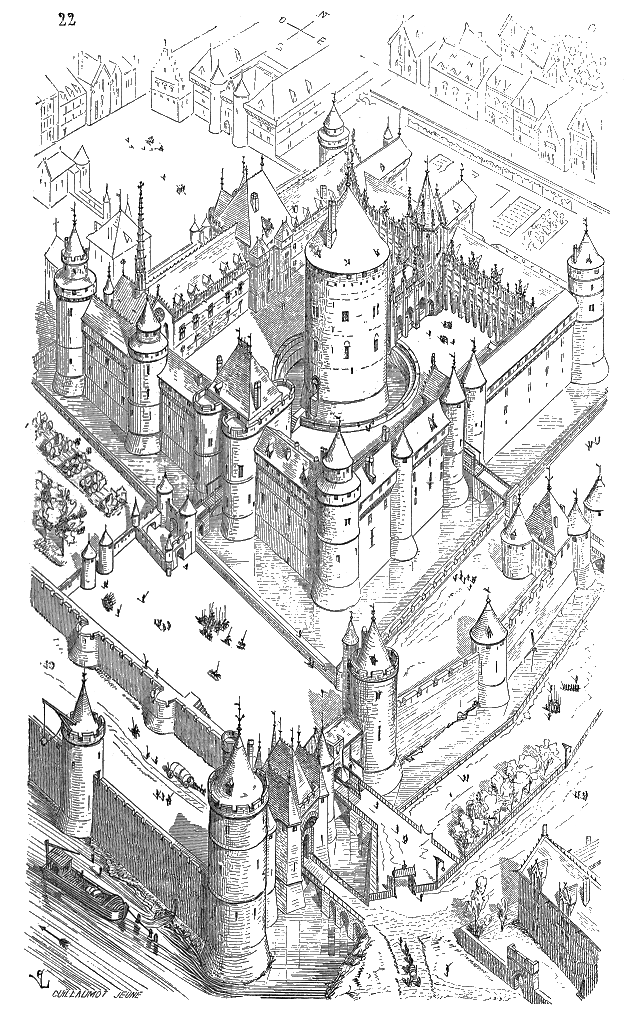
Disegno ricostruttivo di Viollet-le-Duc del castello del Louvre.

La denominazione francese di château philippien indica un nuovo tipo di castello che si diffuse sotto il re di Francia Filippo Augusto (1165-1223) e i suoi successori.

## Descrizione
Le sue caratteristiche principali sono:
- la presenza di un dongione (donjon) circolare in posizione centrale, che fungeva da residenza fortificata del signore;
- la pianta quadrangolare regolare della cinta muraria;
- la presenza di torri circolari lungo la cinta muraria.

Filippo Augusto fece costruire con questo schema il castello del Louvre a Parigi e il castello di Rouen.
Questo modello di castello rispondeva ai progressi delle tecniche di assedio, con il passaggio da una difesa prevalentemente "passiva", affidata alla posizione elevata, allo spessore delle mura e in generale agli ostacoli lungo percorso degli attaccanti, ad una difesa più "attiva" da parte dei difensori. Le torri a pianta circolare resistevano meglio alle catapulte e soprattutto non lasciavano zone cieche al tiro dei difensori contro gli assedianti. Inoltre per la loro costruzione era necessaria una quantità inferiore di materiale. La loro presenza lungo le mura permise di costruire castelli anche in pianura e in posizioni più scoperte.
La funzione difensiva del dongione centrale diminuì, ma si mantenne come simbolo del potere signorile, sebbene il signore spesso risiedesse effettivamente in più comodi ambienti edificati lungo la cinta difensiva.